# Hermann Dostal
Hermann Dostal, né en 1874 à Mährisch-Ostrau, en margraviat de Moravie et décédé le 20 décembre 1930 à Vienne, est un compositeur autrichien.

## Biographie
Fils d'un musicien militaire, Hermann Dostal étudie au Conservatoire de Prague puis à Vienne. Il devient chef de musique militaire dans les régiments d'infanterie en Hongrie, en Slovaquie et en Moravie. Il a servi dans divers orchestres militaires de la monarchie, entre autres au 26e régiment d'infanterie, où il succède en 1904 à Franz Lehár. Il compose quatre petites opérettes et dirige quatre orchestres à Vienne. En outre, il organise la toute dernière évolution de la cérémonie de la garde au Palais impérial en 1918. Il est l'auteur de la très populaire marche militaire autrichienne, la Fliegermarsch (1912), également utilisée par l'armée allemande.
Hermann Dostal est l'oncle du compositeur Nico Dostal. Sa tombe se trouve au cimetière central de Vienne.
Le Dostalgasse à Vienne (Hietzing) porte son nom depuis 1955.

## Œuvres principales
- Eine göttliche Nacht (1910), burlesque en un acte
- Das geborgte Schloß (1911), opérette en 3 actes
- Der fliegende Rittmeister (1912), opérette en un acte
- Urschula (1916), farce musicale en 3 actes
- Nimm mich mit! (1919), opérette en 3 actes (plus de 150 représentations)
- Graf Sandor, en 3 actes

## Source
- (de) Cet article est partiellement ou en totalité issu de l’article de Wikipédia en allemand intitulé « Hermann Dostal » (voir la liste des auteurs).